# Moulin des Olieux

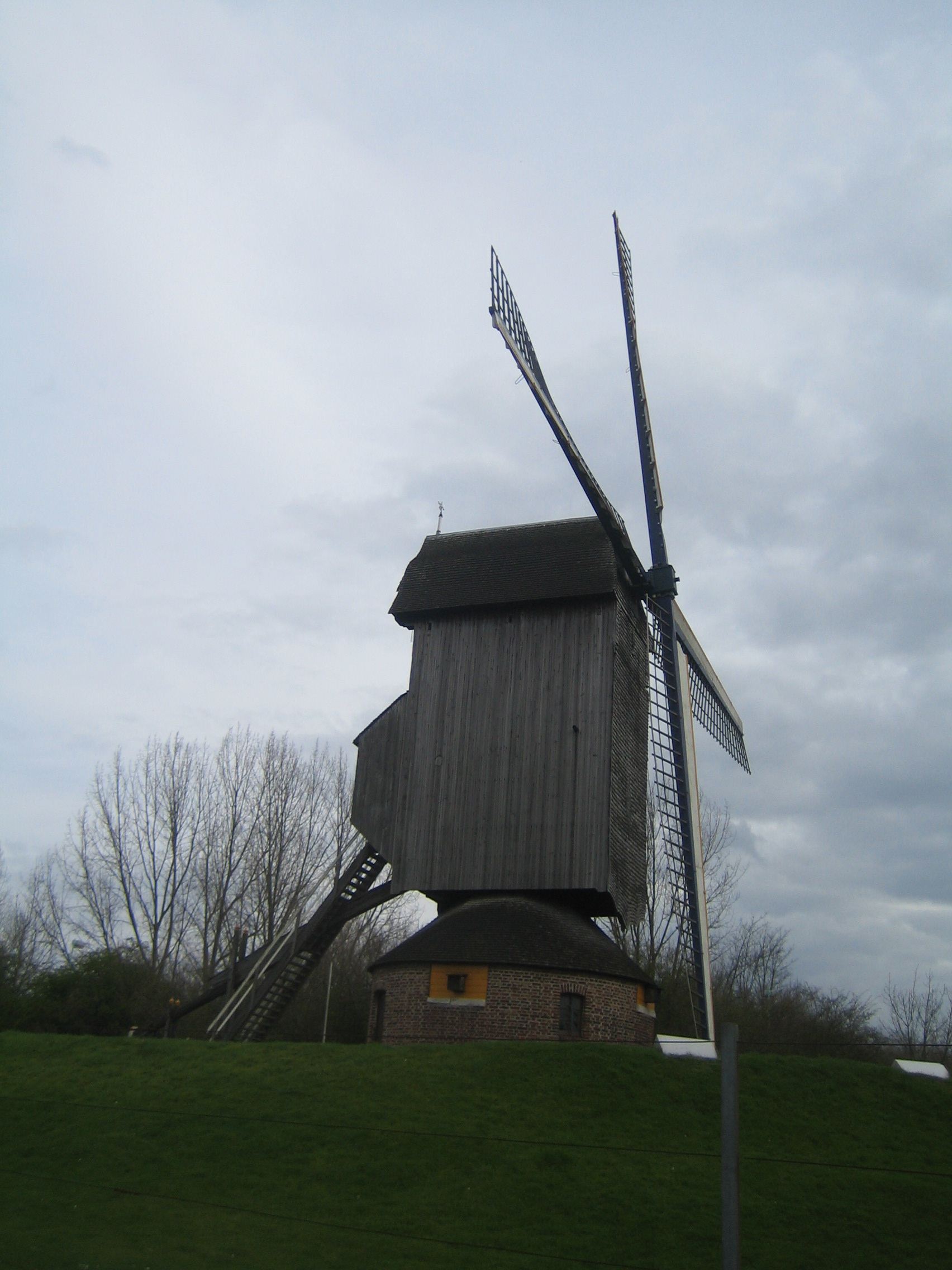
Moulin des Olieux

De Moulin des Olieux (oliemolen) is de naam waarmee één der (naamloze) standerdmolens in het Musée des Moulins te Villeneuve-d'Ascq wordt aangeduid.
Deze molen werd in 1743 gebouwd door Engelbertus de Smyttere, die molenbouwer was te Arneke. Oorspronkelijk stond deze in Audruicq, waar hij aanvankelijk fungeerde als oliemolen. Begin 19e eeuw werd hij echter omgebouwd tot korenmolen. Van 1901-1902 werd de molen verplaatst naar Offekerque. Daar bleef hij in werking tot 1953, waarna de molen verlaten werd.
In 1974 werd de molen door ARAM aangekocht en in 1977 verplaatst naar het museumterrein. Het duurde zeven jaar voordat de molen weer in oude staat was hersteld, en in 1987 werd hierin de eerste olie geproduceerd.

## Bijzonderheden
Deze molen is de enige standerdmolen ter wereld die nog als oliemolen in gebruik is.